# Signaling System 7
SS7, anche noto come Signaling System #7 (In Nord America gli si fa riferimento come CCSS7, acronimo di Common Channel Signalling System 7, nel Regno Unito come C7 da CCITT number 7 e CCIS7 acronimo di Common Channel Interoffice Signaling 7 ed in Germania N7:Signalisierungssystem Nummer 7), è un set standardizzato di protocolli di segnalazione usati nelle reti telefoniche PSTN (Public Switched Telephone Network) mondiali per gestire le chiamate.
Il principale obiettivo di SS7 è quello di gestire l'attivazione e la chiusura delle chiamate. Altri utilizzi di questo sistema di segnalazione sono la gestione dei servizi SMS (Short Message Service), la fatturazione con sistemi prepagati, la traduzione del numero chiamato o chiamante (number translation) e una ampia gamma di servizi aggiuntivi ormai appannaggio dei clienti di molte delle reti telefoniche mondiali.
I sistemi di telecomunicazione sono costituiti solitamente da due componenti.
Il primo componente è il set di linee, canali e celle resi disponibili agli utenti per le loro comunicazioni attraverso gli apparati telefonici. 
Il secondo componente è l'insieme degli strumenti, a disposizione dell'infrastruttura, volti alla gestione e al controllo delle chiamate.  
Attualmente il controllo e la gestione nella maggior parte delle reti telefoniche mondiali è svolto attraverso questo set di protocolli definito SS7.
Il protocollo è definito dall ITU-T nella serie di raccomandazioni Q.700  del 1988.
Molte delle varianti nazionali sono basate su questo protocollo internazionale standardizzato dalla ANSI e dall'ETSI. Le varianti nazionali con caratteristiche non in linea sono quella cinese e giapponese della TTC.

## Vulnerabilità
Il protocollo presenta delle vulnerabilità, mai risolte, utilizzate abitualmente per l'intercettazione delle comunicazioni.
Le vulnerabilità permettono di inviare richiesta tramite SS7, affinché il fornitore pubblichi una chiave crittografica temporanea per sbloccare la comunicazione dopo che è stata registrata. A breve distanza, poi, sarebbe possibile intercettare tutte le chiamate e i messaggi in una determinata area.